# Pseudoteuchestes schirparakensis
Pseudoteuchestes schirparakensis är en skalbaggsart som beskrevs av Rudolph Petrovitz 1955. Pseudoteuchestes schirparakensis ingår i släktet Pseudoteuchestes och familjen Aphodiidae. Inga underarter finns listade i Catalogue of Life.